# Neukirchen beim Heiligen Blut
Pour les articles homonymes, voir Neukirchen.
Neukirchen beim Heiligen Blut est une commune de Bavière (Allemagne), située dans l'arrondissement de Cham, dans le district du Haut-Palatinat.

## Personnalités liées à la ville
- Marina Koller (1981-), chanteuse